# Гончарова, Наталья Ивановна
Ната́лья Ива́новна Гончаро́ва, урождённая Загря́жская (22 октября [2 ноября] 1785 — 2 августа [14 августа] 1848, Иосифо-Волоцкий монастырь, Волоколамский уезд, Московская губерния) — фрейлина из рода Загряжских, хозяйка подмосковной усадьбы Ярополец. Мать Натальи Николаевны Гончаровой, жены Александра Сергеевича Пушкина.

## Биография

### Родители. Ранние годы
Наталья была внебрачной дочерью («воспитанницей») Ивана Александровича Загряжского и Еуфрозинии Ульрики фон Липхарт (в замужестве баронесса фон Поссе).
Еуфрозиния Ульрика, дочь остзейского помещика Карла Липхарта и Маргарет фон Фитингхофф, вышла замуж в Дерпте в 1778 году за Морица фон Поссе. В браке родилась одна дочь, Иоганна Вильгельмина (Жаннет), которая в 1797 году вышла замуж за подполковника Фридриха Левиз оф Менара (1767—1824), будущего генерала.
Командир Каргопольского карабинерного полка Иван Загряжский познакомился с супругами Поссе в январе 1782 года в Дерпте на традиционной зимней ярмарке. По завершении ярмарки баронесса Поссе оставила мужа и бежала с полковником Загряжским. Еуфрозиния Ульрика жила во Пскове, потом — в Петербурге. Её муж, отставной ротмистр Мориц фон Поссе, после тщетных попыток разыскать и вернуть супругу, подал на развод, и 24 августа 1782 года, после шестимесячного процесса, развод был совершён.
О появлении возлюбленной Загряжского в Яропольце рассказывает в своих воспоминаниях Арапова, дочь Н. Н. Пушкиной-Ланской. По её словам, Иван Александрович привёз в своё имение Ульрику, «представил обманутую жену законной супруге [Александре Степановне]» и вскоре уехал в Москву, где впоследствии и жил. Александра Степановна Загряжская приняла любовницу мужа, а после её ранней смерти взяла на себя все заботы о дочери Наталье. Как сообщает Арапова, Александра Степановна «приложила все старания, чтобы узаконить рождение Натальи, оградив все её наследственные права». Наталья Ивановна позднее с теплотой вспоминала «матушку Александру Степановну».

### Петербург
Позднее Александра Степановна переехала с детьми в Петербург. В начале 1800-х годов Наталья Ивановна вместе с единокровными сёстрами — Софьей и Екатериной — пользовалась покровительством Натальи Кирилловны Загряжской, жены их дяди, Николая Александровича. Все три сестры были приняты во фрейлины к императрице Елизавете Алексеевне. При дворе на Наталью Ивановну, отличавшуюся необыкновенной красотой, унаследованной, по семейным преданиям, от матери, обратил внимание и увлёкся ею фаворит императрицы Охотников. Возможно, это было причиной скорого брака Натальи Ивановны с Николаем Гончаровым. Судя по записи в камер-фурьерском журнале, на венчании, состоявшемся 27 января 1807 года, присутствовала вся императорская семья. Посажёным отцом жениха был Пётр Кириллович Разумовский, матерью — Наталья Петровна Голицына, посажёным отцом невесты — обер-шенк Николай Александрович Загряжский, матерью — Варвара Александровна Шаховская.

### Замужество
Муж Натальи Ивановны, Николай Афанасьевич (1787—1865), единственный сын владельца фабрик в Полотняном Заводе, в 1808 году получил чин коллежского асессора и поступил на должность секретаря московского губернатора, молодые супруги переехали в Москву. Родители Николая Гончарова разъехались в том же году, а вскоре его отец, Афанасий Николаевич, отправился в заграничное путешествие. Младший Гончаров по доверенности управлял всеми семейными предприятиями, постепенно приходившими в упадок из-за расточительного образа жизни его отца, и достиг определённых успехов. В 1811 году Николай Гончаров был награждён орденом Святого Владимира IV степени «за приведение к должному устройству и усовершенствованию состоящие в Калужской губернии фабрики полотняной и писчей бумаги». С началом войны 1812 года Афанасий Гончаров вернулся в Россию, некоторое время отец и сын управляли фабриками совместно, но в 1815 году старший Гончаров совершенно отстранил от руководства предприятиями Николая.
У Натальи Ивановны и Николая Афанасьевича было семеро детей (Дмитрий (01.05.1808—1859), Екатерина, Иван (22.05.1810—1881), Александра, Наталья, Сергей (11.02.1815), Софья), из них младшая, Софья, умерла вскоре после рождения (1818). В 1815 году они уехали из Полотняного Завода в Москву, оставив на попечении деда дочь Наталью. В Москве Гончаровы жили в собственном доме, занимавшем вместе со службами почти целый квартал между Большой и Малой Никитскими.

Видимо, уже в конце 1814 года, стали проявляться признаки болезни Николая Афанасьевича. Считалось, что он «повредился в уме», неудачно упав с лошади (Арапова). Некоторые исследователи сомневаются в достоверности сведений, сообщённых Араповой. По мнению биографов Натальи Николаевны Пушкиной, И. Ободовской и М. Дементьева, изучавших архив Гончаровых, он страдал алкоголизмом, и, вероятно, причиной тому было сознание, что его отец разоряет семью. В одном из писем свёкру Наталья Ивановна сообщает, что муж «признался, что выпивал до семи стаканов простого вина» и что во время запоев он груб с ней. Николай Афанасьевич вёл себя буйно, и, ради спокойствия детей, его поселили в отдельном флигеле с прислугой. Отношения между супругами восстанавливались в периоды улучшения состояния Николая Афанасьевича, однако они случались всё реже. В 1817 году Наталья Ивановна писала старшему Гончарову: «Хотя конечно обхождение мужа моего со мною не ответствует ни в чём его прежней ко мне любви, но могу ли я когда-нибудь переменить свои намерения и оставить его одного, верно, никогда не в состоянии сего сделать». 

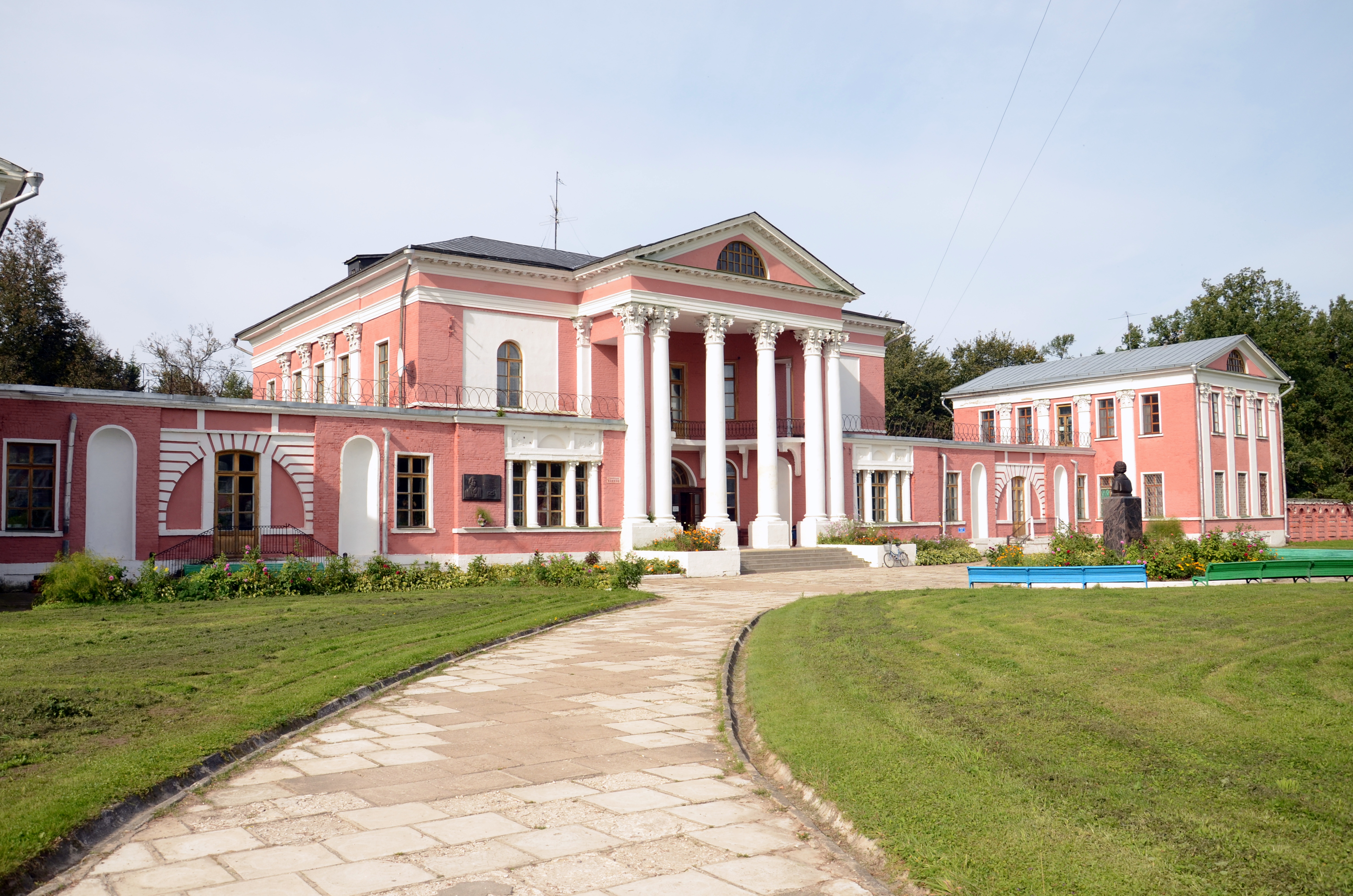
Ярополецкая усадьба Натальи Гончаровой

В 29 лет Наталья Ивановна стала главой большой семьи и взяла на себя заботу о больном муже. Свёкор ежегодно выделял ей из средств, получаемых в качестве платы за аренду одной из его фабрик, сначала 35—40 тысяч рублей, со временем сумма содержания уменьшилась. Как спустя годы вспоминала её младшая дочь, и на 40 тысяч в год Наталья Ивановна «не сводила концы с концами». Однако на обучение детей Гончарова денег не жалела, дав им по возможности хорошее домашнее образование. Сын Иван завершил обучение в частном лицее; старший, Дмитрий, закончил Московский университет.
Семейные неурядицы ожесточили Наталью Ивановну, из-за тяжёлого нрава её боялись дети. О суровости, несдержанности Гончаровой свидетельствуют все, кто знал её; подтверждает это и семейная переписка Гончаровых. Утешения Наталья Ивановна искала в религии.

### Гончарова и Пушкин
Непростые отношения сложились у Натальи Ивановны с мужем младшей дочери. После долгих колебаний (Пушкин не был богат, имел репутацию неблагонадёжного, известно было также, что он играл и проигрывал большие суммы) она приняла его вторичное предложение в начале апреля 1830 года и дала согласие на замужество Натальи. Однако из гордости не соглашалась выдавать дочь без приданого, на которое денег у разорённых Гончаровых не было. Свадьба, назначенная было на 6 мая, всё откладывалась. Поначалу Наталья Ивановна предполагала выделить дочери часть имения Ярополец, но отказалась от этого намерения, так как опасалась, что Пушкины продадут её. В конце августа, перед отъездом в Болдино, Пушкин поссорился с будущей тёщей, он писал невесте: «Если Ваша матушка решила расторгнуть нашу помолвку, а вы решили повиноваться ей, — я подпишусь под всеми предлогами, какие ей угодно будет выставить, даже если они будут также основательны, как сцена, устроенная ею мне вчера, и как оскорбления, которыми ей угодно меня осыпать». Возвращая Наталье Николаевне свободу, он объявлял, что женится только на ней или не женится никогда.
Как вспоминала много позже Наталья Николаевна, мать заставляла её писать жениху под диктовку «колкости», но она их всегда добавляла постскриптумом «после нежных своих строк, и Пушкин это понимал».
Вернувшись в Москву, Пушкин заложил имение отца Кистенёво и часть денег передал в долг Гончаровой-старшей на приданое. Эти одиннадцать тысяч рублей Гончаровы так никогда не вернули Пушкину. Наталья Ивановна в качестве подарка к свадьбе дала закладную на свои бриллианты, дед невесты — медную статую Екатерины II.
Гончарова пыталась руководить семейной жизнью дочери, и Пушкин уехал вместе с женой в Петербург. Он планировал сделать это уже перед свадьбой («я женюсь в сем месяце, полгода поживу в Москве, летом приеду к вам. Я не люблю московской жизни. Здесь живи не как хочешь — как тётки хотят. Тёща моя та же тётка», писал он Плетнёву в Петербург в январе 1831 года), а вмешательство Натальи Ивановны ускорило это событие.
Позднее, с появлением у Пушкиных детей, напряжение в отношениях Натальи Ивановны с зятем несколько спало. В августе 1833 года, когда Пушкин заехал в Ярополец по пути из Петербурга в Москву, Наталья Ивановна приняла его «с удовольствием». Об этом визите Пушкин подробно рассказывал в письме к жене. Второй раз он навестил тёщу в октябре 1834 года, и она была «ему очень признательна за внимание».

### Последние годы

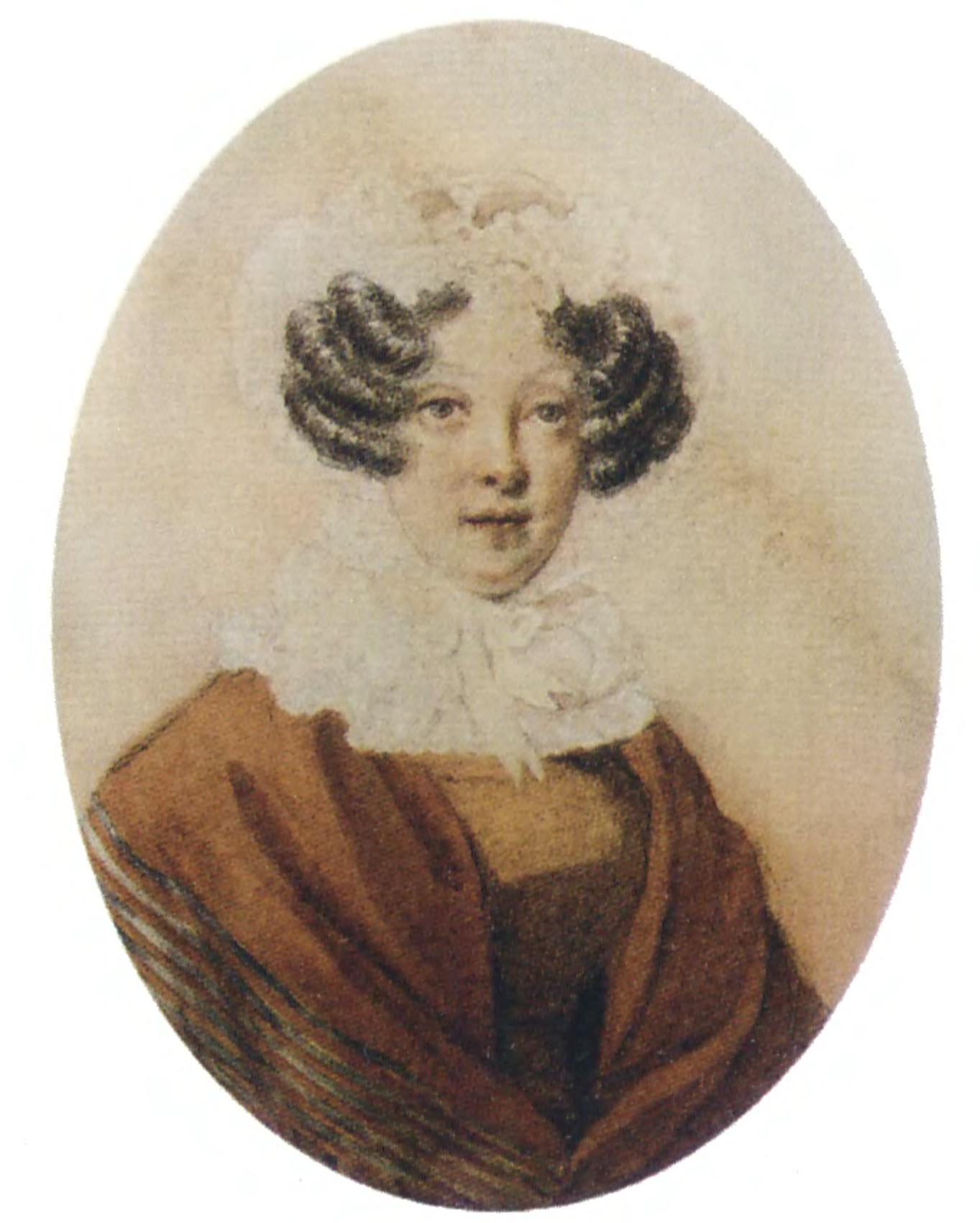
Портрет работы неизвестного художника, 1820-е гг.

В начале 1830-х годов Наталья Ивановна фактически оставила мужа, заботу о котором позднее взял на себя младший сын Сергей, и переселилась в Ярополец, отошедший к ней в 1821 году после смерти дяди, Н. А. Загряжского. Её дочери, Александра и Екатерина, после замужества младшей сестры жили также в деревне, в имении Полотняный Завод. В письмах к родным они жаловались, что «брошены на волю Божию»: мать не желала проводить зимы в Москве, для того, чтобы вывозить в свет дочерей, сама она подолгу жила в Яропольце, который очень любила.
Управлял Яропольцем московский мещанин Семён Фёдорович Душин, имевший на хозяйку имения огромное влияние. Их отношения выходили за рамки обычных отношений помещицы и управляющего. Эта связь была источником недовольства младших Гончаровых, считавших, видимо, не без оснований, что Душин обирает Наталью Ивановну. Для неё стала тяжёлым ударом смерть Душина в 1842 году. По её желанию управляющего похоронили рядом с усадебным домом, у алтаря церкви Рождества Иоанна Предтечи, на могильном памятнике начертаны слова благодарности за «неустанное и беспристрастное» руководство Яропольцем и стихи, возможно сочинённые самой Гончаровой. В день смерти Душина Наталья Ивановна записала в своём альбоме слова Шатобриана: «Человек, смерть которого оставила в моей жизни такую пустоту, которая не исчезнет с годами».
Касаясь последних лет жизни Гончаровой, Щёголев писал: «…она [Н. И. Гончарова] была уже притчей у соседей: пила по лечебнику и утешалась ласками крепостных лакеев по очереди».
С единокровными сёстрами Наталья Ивановна поссорилась из-за раздела наследств после смерти брата Александра и дяди, Николая Александровича Загряжского. Так, получив Ярополец, она отказалась от остальных имений, за это сёстры должны были выплатить компенсацию в 300 тысяч рублей, однако полностью Наталья Ивановна так её и не получила. В последний раз Наталья Ивановна виделась с Екатериной Ивановной в марте 1837 года в Полотняном Заводе, куда Загряжская сопровождала овдовевшую Наталью Николаевну Пушкину. Здесь между сёстрами произошёл окончательный разрыв, возможно, Гончарова в чём-то обвиняла Загряжскую в связи с событиями, предшествовавшими дуэли Пушкина. Специальной надписью на своём завещании от 11 декабря 1837 года Екатерина Ивановна подтвердила, что всё своё имущество оставляет Софье де Местр, и, видимо, это было следствием последнего свидания Загряжской и Гончаровой. Позднее Наталья Ивановна с горечью писала старшему сыну: «Поистине тяжело и горько быть несправедливо осуждённой своими самыми близкими людьми, особенно теми, с кем прошло детство и юность. Казалось бы, эти первые узы дружбы сестёр должны остаться неразрывными… и однако корыстные расчёты меняют всё — печальная действительность, вот что мне остаётся».
Наталья Ивановна не порвала отношений со старшей дочерью Екатериной, после того, как та уехала с мужем за границу, однако с годами писала ей всё реже. Щёголев в своей работе «Дуэль и смерть Пушкина» утверждал, что у потомков Дантеса хранится «немало пространных и задушевных писем Н. И. Гончаровой и её сыновей к Екатерине Николаевне и её мужу Дантесу» и что это является доказательством неуважения Гончаровых к памяти Пушкина. Неизвестно, имел ли исследователь доступ к бумагам Дантесов-Геккернов, в книге он приводит всего два письма Натальи Ивановны Дантесу: согласие на его брак с Екатериной и свадебное поздравление. Иного мнения об отношении Гончаровой к Дантесу придерживаются Ободовская и Дементьев, работавшие с гончаровским архивом. Безусловно, Наталья Ивановна старалась поддержать старшую дочь, как оказалось, навсегда оторванную от родины и семьи. В своих письмах Гончарова не касалась «интимных и щекотливых вопросов», никогда не вспоминая о трагедии 1837 года. По мнению Ободовской и Дементьева: «Надо полагать, они [письма] были любезными, но вряд ли „задушевными“, как говорит Щёголев».
После смерти Екатерины в 1843 году Наталья Ивановна предложила Дантесу взять её детей, «чтобы быть им матерью». Неизвестно, каков был ответ Дантеса, но внуки Гончаровой от Екатерины Николаевны остались во Франции и были воспитаны незамужней сестрой Дантеса.
Умерла Гончарова 2 августа 1848 года в Иосифо-Волоцком монастыре, куда ежегодно ходила на богомолье пешком. В монастыре же она и была похоронена. Могила Натальи Ивановны после революции была уничтожена.